# Deposizione (Rubens Lilla)
La Deposizione è un dipinto ad olio su tela, dalle dimensioni monumentali, realizzato tra il 1616 e il 1617 da Peter Paul Rubens. Destinato all'altare maggiore del convento dei Cappuccini di Lilla, è attualmente conservato al Palais des Beaux-Arts nella stessa città.

## Storia
Il dipinto riprende fortemente la Deposizione commissionata al Rubens nel 1611 e portata a termine tra il 1612 e il 1614, conservata presso la Cattedrale di Nostra Signora di Anversa. Nella versione belga, tuttavia, si trattava di un pannello parte di un trittico, mentre quella francese è la prima pala d'altare concepita già singolarmente. È tra le opere che furono oggetto delle confische operate dai rivoluzionari, rivolte principalmente ai beni ecclesiastici. Dal 1795 fa parte della collezione del museo di Lilla.

## Descrizione

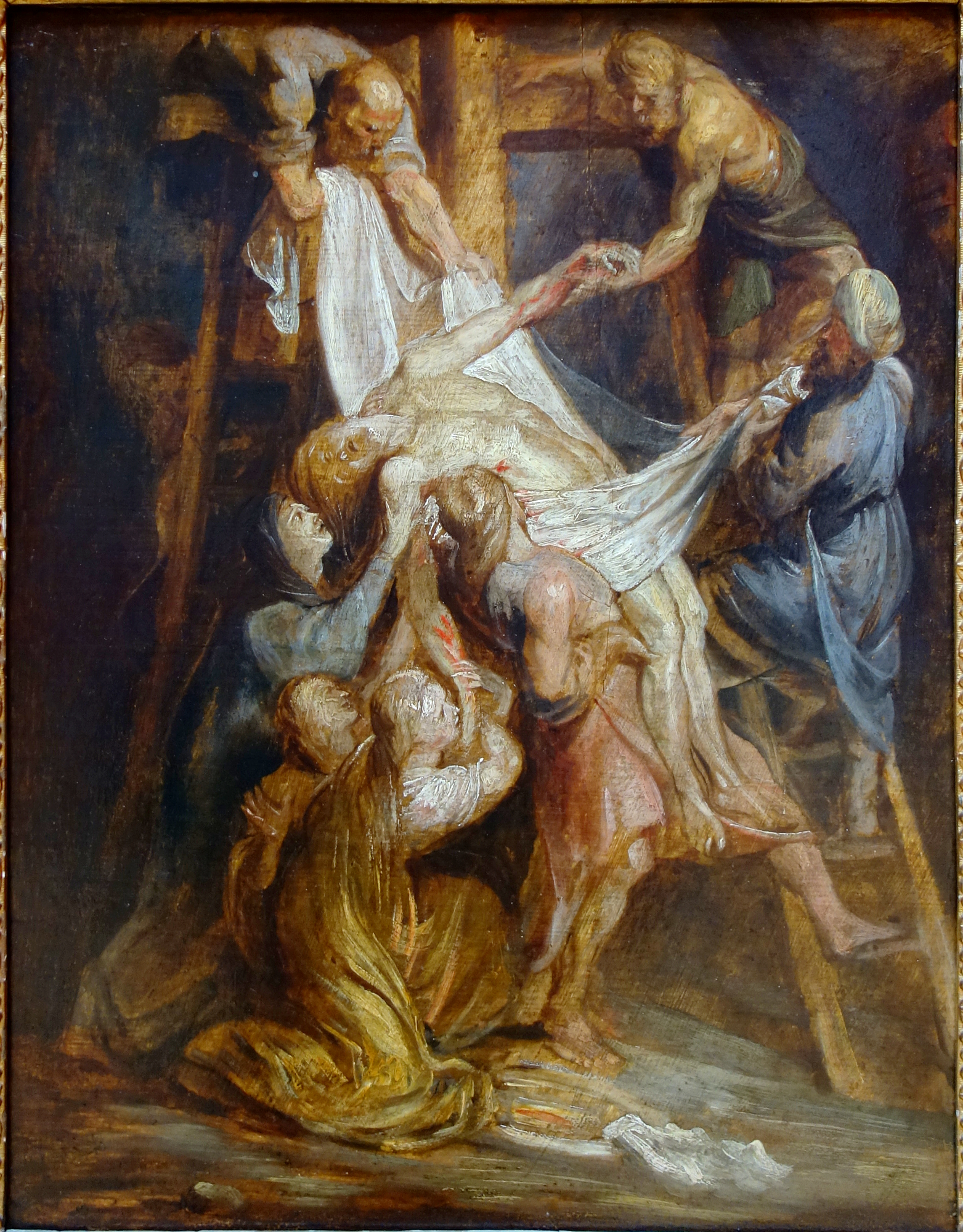
Studio preparatorio della Deposizione.

Dieci personaggi sono raffigurati sulla tela, tra cui Gesù al centro della composizione. Nicodemo e Giuseppe d'Arimatea, ambedue membri del Sinedrio, con l'aiuto di un servitore staccano dalla croce il corpo, sostenuto da San Giovanni. Ai piedi della croce si trovano le tre Marie, ovvero la Vergine, Maria Maddalena e Maria di Cleofa. Sul lato sinistro è visibile una donna anziana, che non compare nello studio preparatorio. In secondo piano, un uomo scende dalla scala su cui è appoggiato Giuseppe.
Il drappeggio del vestito della Maddalena, insieme ad altri elementi quali il catino di rame, la corona di spine, il perizonium macchiato di sangue, la spugna e i chiodi della crocifissione formano una natura morta alla base della scena.

### Analisi
Progettato per essere esposto al di sopra di un altare, il dipinto illustra il tema dell'Eucaristia. Innanzitutto tale riferimento sarebbe riscontrabile grazie alla rappresentazione della tovaglia dell'altare, simboleggiata dal sudario bianco in cui è deposto il corpo di Cristo, quest'ultimo accolto come se si trattasse delle mani tese di un sacerdote che celebra l'Eucaristia. Altro legame con essa si ravvisa nella posizione dei personaggi: le labbra di Maria Maddalena si posano sulla mano insanguinata di Gesù, mentre il viso di Giovanni si trova vicino alla ferita aperta sul costato.